# 第一次 (2012年香港電影)
《第一次》（英語：First Time），是2012年6月8日于中国大陆上映的爱情电影，根据韩国小说《痛爱》改编，由韓延执导，杨颖、赵又廷主演。
影片在中国大陆首周三天收获1100万元，至2012年7月1日累计3620万元，最终票房为3800万元人民币。本片的香港票房为121万元港币。

## 劇情簡介
女大學生宋詩喬（Angelababy飾）。身患絕症，一日在主題樂園邂逅多年未見的中學同學宮寧（趙又廷飾）。現為搖滾青年的宮寧對宋詩喬展開熱烈追求，少女情懷被觸動，開始用答錄機記錄與宮寧相處的點點滴滴。母親為了詩喬健康著想，阻止兩人相愛。但在宮寧的鼓勵下，詩喬毅然選擇體驗生命之燦爛，愛情之美好，並決定參加舞蹈演出以償心願。

## 演員表
- 赵又廷 飾 宫宁/吕夏
- Angelababy 飾 宋诗乔
- 江　珊 飾 郑青（宋母）
- 黄　轩 飾 李饶
- 赵英俊 飾 春子（吉他手）
- 袁咏琳 飾 彭薇（吕夏的女友）
- 田　原 飾 顾琪（独眼侠）
- 白百何 飾 魏佳佳（酒吧打架）
- 趙樹海 飾 吕夏的父親

## 歌曲
| 曲別       | 歌名         | 演唱者     | 作詞   | 作曲   | 編曲   | 監製   |
| 主題曲     | 哭得像小孩   | 趙又廷     | 袁咏琳 | 袁咏琳 |        |        |
| 宣傳主題曲 | 都要微笑好嗎 | Angelababy | 方文山 | 周倫   | 黃雨勳 | 李念和 |
| 插曲       | 安排         | 袁詠琳     | 瑾     | 袁詠琳 |        |        |

## 相關
- 2003年韓國電影《痛愛ing（朝鲜语：…ing）》，由林秀晶、金来沅、李美淑
- 重症肌無力

## 獲獎
- 第15届上海国际电影节 电影频道传媒大奖 最佳影片 韩延（入圍）
- 第15届上海国际电影节 电影频道传媒大奖 最佳女配角 江珊
- 第13届华语电影传媒大奖 观众票选最受瞩目女演员 杨颖